# Campeonato Gaúcho Divisão de Acesso 2016
In 2016 werd de 60ste Campeonato Gaúcho Divisão de Acesso gespeeld voor voetbalclubs uit de Braziliaanse staat Rio Grande do Sul. De competitie werd georganiseerd door de FGF en werd gespeeld van 12 maart tot 10 juli. Caxias werd kampioen. Doordat de hoogste divisie van het Campeonato Gaúcho van veertien naar twaalf clubs herleid werd promoveerde slechts één team.

## Eerste fase

### Groep A
| Plaats | Club                  | Wed. | W | G | V  | Saldo | Ptn. |
| ------ | --------------------- | ---- | - | - | -- | ----- | ---- |
| 1.     | Guarani               | 14   | 8 | 4 | 2  | 23:10 | 28   |
| 2.     | Brasil de Farroupilha | 14   | 8 | 3 | 3  | 23:14 | 27   |
| 3.     | São Gabriel           | 14   | 7 | 4 | 3  | 23:15 | 25   |
| 4.     | Pelotas               | 14   | 6 | 3 | 5  | 21:17 | 21   |
| 5.     | Avenida               | 14   | 5 | 4 | 5  | 23:13 | 19   |
| 6.     | Inter de Santa-Maria  | 14   | 3 | 5 | 6  | 12:20 | 14   |
| 7.     | Santa Cruz            | 14   | 3 | 3 | 8  | 8:18  | 12   |
| 8.     | Riograndense          | 14   | 2 | 2 | 10 | 10:36 | 8    |

|  | Gekwalificeerd voor tweede fase |
|  | Degradatie play-off             |
|  | Degradatie                      |

### Groep B
| Plaats | Club                | Wed. | W  | G | V | Saldo | Ptn. |
| ------ | ------------------- | ---- | -- | - | - | ----- | ---- |
| 1.     | Caxias              | 14   | 10 | 2 | 2 | 32:10 | 32   |
| 2.     | São Luiz            | 14   | 6  | 4 | 4 | 14:13 | 22   |
| 3.     | Esportivo           | 14   | 5  | 7 | 2 | 19:12 | 22   |
| 4.     | Tupi                | 14   | 5  | 7 | 2 | 16:12 | 22   |
| 5.     | União Frederiquense | 14   | 5  | 4 | 5 | 22:23 | 19   |
| 6.     | Panambi             | 14   | 3  | 5 | 6 | 19:21 | 14   |
| 7.     | Santo Ângelo        | 14   | 2  | 5 | 7 | 8:23  | 11   |
| 8.     | Marau               | 14   | 1  | 4 | 9 | 9:25  | 7    |

|  | Gekwalificeerd voor tweede fase |
|  | Degradatie play-off             |
|  | Degradatie                      |

## Degradatie play-off
|             |                       |       |                                |                                   |
| 4 mei 15:30 | Santo Ângelo          | 2 – 2 | Santa Cruz                     | Estádio da Zona Sul, Santo Ângelo |
| 4 mei 15:30 | Elton 20' Diniz 90+3' |       | 54' Maiquel 80' William Campos | Estádio da Zona Sul, Santo Ângelo |

| Santo Ângelo | Santa Cruz |

|             |                        |       |                 |                                         |
| 7 mei 15:30 | Santa Cruz             | 1 – 1 | Santo Ângelo    | Estádio dos Plátanos, Santa Cruz do Sul |
| 7 mei 15:30 | Júnior Gaúcho 2' (own) |       | 59' (pen) Diniz | Estádio dos Plátanos, Santa Cruz do Sul |

| Santa Cruz | Santo Ângelo |

## Tweede fase

### Groep C
| Plaats | Club                  | Wed. | W | G | V | Saldo | Ptn. |
| ------ | --------------------- | ---- | - | - | - | ----- | ---- |
| 1.     | Pelotas               | 8    | 5 | 2 | 1 | 11:3  | 17   |
| 2.     | Brasil de Farroupilha | 8    | 5 | 0 | 3 | 10:5  | 15   |
| 3.     | Avenida               | 8    | 3 | 2 | 3 | 10:13 | 11   |
| 4.     | São Gabriel           | 8    | 2 | 3 | 3 | 8:11  | 9    |
| 5.     | Guarani               | 8    | 1 | 1 | 6 | 4:11  | 4    |

|  | Gekwalificeerd voor derde fase |

### Groep D
| Plaats | Club                | Wed. | W | G | V | Saldo | Ptn. |
| ------ | ------------------- | ---- | - | - | - | ----- | ---- |
| 1.     | Caxias              | 8    | 5 | 2 | 1 | 8:1   | 17   |
| 2.     | União Frederiquense | 8    | 4 | 2 | 2 | 10:5  | 14   |
| 3.     | Esportivo           | 8    | 4 | 2 | 2 | 9:8   | 14   |
| 4.     | São Luiz            | 8    | 1 | 4 | 3 | 5:10  | 7    |
| 5.     | Tupi                | 8    | 0 | 2 | 6 | 4:12  | 2    |

|  | Gekwalificeerd voor derde fase |

## Derde fase
Omdat Caxias al na de vijfde speeldag kampioen was werd de laatste speeldag niet gespeeld. 
| Plaats | Club                  | Wed. | W | G | V | Saldo | Ptn. |
| ------ | --------------------- | ---- | - | - | - | ----- | ---- |
| 1.     | Caxias                | 5    | 2 | 3 | 0 | 6:4   | 9    |
| 2.     | Pelotas               | 5    | 1 | 2 | 2 | 4:5   | 5    |
| 3.     | Brasil de Farroupilha | 5    | 0 | 5 | 0 | 2:2   | 5    |
| 4.     | União Frederiquense   | 5    | 0 | 4 | 1 | 1:2   | 4    |

|  | Kampioen |

## Kampioen
| Campeonato Gaúcho Divisão de Acesso de 2016 |
| Rio Grande so Sul                           |
| ------------------------------------------- |
| CAXIAS Kampioen (2° titel)                  |